# Епархия Гаспе
Епархия Гаспе́ (лат. Dioecesis Gaspesiensis) — епархия Римско-Католической церкви с центром в городе Гаспе, Канада. Епархия Гаспе входит в архиепархию святого Германа. Кафедральным собором епархии Гаспе является собор Христа Царя в городе Гаспе.

## История
5 мая 1922 года Святой Престол учредил епархию Гаспе, выделив её из епархии святого Германа.

## Ординарии епархии
- епископ François-Xavier Ross (11.12.1922 — 5.07.1945);
- епископ Albini LeBlanc (22.12.1945 — 17.05.1957);
- епископ Paul Bernier (9.12.1957 — 21.11.1964);
- епископ Jean-Marie Fortier (19.01.1965 — 20.04.1968);
- епископ Joseph Gilles Napoléon Ouellet (5.10.1968 — 27.04.1973);
- епископ Bertrand Blanchet (21.10.1973 — 16.10.1992);
- епископ Raymond Dumais (27.12.1993 — 21.07.2001);
- епархия Jean Gagnon (15.11.2002 — по настоящее время).

## Источник
- Annuario Pontificio, Libreria Editrice Vaticana, Città del Vaticano, 2003, ISBN 88-209-7422-3